# Bytesbalans
Bytesbalansen är ett mått som används inom nationalräkenskaper och makroekonomi. Bytesbalansen är skillnaden mellan vad som produceras och vad som förbrukas inom landet. Är bytesbalansen positiv har landets fordringar på utlandet ökat. Är bytesbalansen negativ har utlandets fordringar på det egna landet ökat. 
Bytesbalansen beståndsdelar är:
- Handelsbalans
- Tjänstebalans
- Faktorinkomster
- Löpande transfereringar

Summan av handelsbalans och tjänstebalans kallas även nettoexport (NX) eller primär bytesbalans. Det intressanta att veta att Y (Bruttonationalprodukt) samt Z är våra tillgångar och C (Hushållens konsumtion), G (Offentlig konsumtion), I (Bruttoinvesteringar) samt X (Export) är vår användningssida, om dessa går jämnt ut har vi balans i vår bytesbalans, dock är det viktigt att tillägga att handelsbalansen bara är en av parterna i bytesbalansen, tjänstebalansen, faktorinkomster samt löpande transfereringar är också viktiga att kartlägga innan vi kan säga att vi har balans. Oftast blir det inte balans efter dessa om en restpost bildas, restposten gör så att det bli balans mellan tillgångar och skulderna.
Bytesbalansen är en del av ett lands betalningsbalans. Bytesbalansen och kapitalbalansen utgör tillsammans landets finansiella nettosparande. Bytesbalansen och bruttoinvesteringarna (nyinvesteringar och ersättningsinvesteringar) bildar tillsammans landets bruttosparande. 

## Sverige
Miljarder kronorGregorianska år−200−10001002003004005001982-12-311995-12-312008-12-312021-12-31bytesbalans, nettohandel i varor och tjänsterhandelsbalans (f.o.b. - f.o.b.)tjänstebalanskapitalavkastningsekundärinkomst